# Cazaquistão nos Jogos Olímpicos de Verão da Juventude de 2010
O Cazaquistão participou dos Jogos Olímpicos de Verão da Juventude de 2010 em Cingapura. Sua delegação foi composta de 47 atletas que competiram em 17 esportes. Os atletas cazaques conquistaram dois ouros, duas pratas e dois bronzes.

## Medalhistas
| Medalha | Nome                | Esporte        | Evento                           | Data         |
| ------- | ------------------- | -------------- | -------------------------------- | ------------ |
| Ouro    | Zhanibek Kandybayev | Luta           | Greco-romana até 85 kg masculino | 15 de agosto |
| Ouro    | Jazira Japparkul    | Halterofilismo | Até 63 kg feminino               | 17 de agosto |
| Prata   | Nursultan Mamayev   | Taekwondo      | Até 55 kg masculino              | 16 de agosto |
| Prata   | Zulfiya Chinshanlo  | Halterofilismo | Até 58 kg feminino               | 17 de agosto |
| Bronze  | Akan Baimaganbetov  | Luta           | Greco-romana até 42 kg masculino | 15 de agosto |
| Bronze  | Rustem Sybay        | Halterofilismo | Até 77 kg masculino              | 18 de agosto |

## Atletismo
| Evento                            | Atleta                                        | Qualificação | Qualificação | Final         | Final        |
| Evento                            | Atleta                                        | Resultado    | Posição      | Resultado     | Posição      |
| --------------------------------- | --------------------------------------------- | ------------ | ------------ | ------------- | ------------ |
| 400 m feminino                    | Elina Mikhina                                 | 58.76        | 16º (4º q2)  | 58.11         | 2º (Final C) |
| Marcha atlética masculina (10 km) | Ivan Salyakhov                                |              |              | Não completou | --           |
| 400 m com barreiras feminino      | Marina Zaiko                                  | 1:01.88      | 9º (5º q2)   | 1:01.42       | 3º (Final B) |
| Revezamento feminino              | Marina Zaiko (como integrante da equipe Ásia) |              |              | 2:15.01       | 5º           |
| Lançamento de dardo masculino     | Vladislav Podtsuk                             | 65,69        | 13º          | 63,87         | 6º (Final B) |
| Arremesso de disco masculino      | Yevgeniy Milovatskiy                          | 54,15        | 9º           | 53,27         | 3º (Final B) |

## Boxe
| Evento                 | Atleta         | Preliminares            | Disputa do 5º lugar | Pos. final |
| ---------------------- | -------------- | ----------------------- | ------------------- | ---------- |
| Peso médio (até 75 kg) | Adlet Rakishev | HUN Zoltan Harcsa D 1-6 | IRL Joe Ward V WO   | 5º         |

## Canoagem
| Evento                  | Atleta             | Tomada de tempo | Tomada de tempo | 1ª rodada                             | 2ª rodada (repescagem)                                  | Oitavas-de-final                     | Quartas-de-final                           | Semi-finais        | Final              | Pos. final |
| Evento                  | Atleta             | Resultado       | Pos.            | Oponente Resultado                    | Oponente Resultado                                      | Oponente Resultado                   | Oponente Resultado                         | Oponente Resultado | Oponente Resultado | Pos. final |
| ----------------------- | ------------------ | --------------- | --------------- | ------------------------------------- | ------------------------------------------------------- | ------------------------------------ | ------------------------------------------ | ------------------ | ------------------ | ---------- |
| Velocidade C1 masculino | Timofey Yemelyanov | 1:44.21         | 3º              | GER Dennis Soeter V 1:48.29 (bat. 2)  |                                                         | ROM Andrei Liferi D 1:48.55 (bat. 5) | ROM Andrei Liferi D Não completou (bat. 4) | Não avançou        | Não avançou        | 8º         |
| Slalom C1 masculino     | Timofey Yemelyanov | 2:12.15         | 12º             | CAN Hayden Daniels D 2:08.96 (bat. 3) | CUB Osvaldo Sacerio Cardenas D Desclassificado (rep. 2) | Não avançou                          | Não avançou                                | Não avançou        | Não avançou        | --         |

## Ciclismo
| Prova                     | Equipe           | Corta-mato | Corta-mato | Contra-relógio | Contra-relógio | BMX  | BMX   | Estrada masculino[n1] | Pontos | Pos. final |
| Prova                     | Equipe           | Fem.       | Masc.      | Fem.           | Masc.          | Fem. | Masc. | Estrada masculino[n1] | Pontos | Pos. final |
| ------------------------- | ---------------- | ---------- | ---------- | -------------- | -------------- | ---- | ----- | --------------------- | ------ | ---------- |
| Equipes mistas combinadas | Alexey Lutsenko  |            |            |                | 10             |      |       | 72                    | 305    | 17º        |
| Equipes mistas combinadas | Nurlan Duisenov  |            |            |                |                |      | 72    | 72                    | 305    | 17º        |
| Equipes mistas combinadas | Rimma Luchshenko | 38         |            | 24             |                | 40   |       |                       | 305    | 17º        |
| Equipes mistas combinadas | Vadim Galeyev    |            | 68         |                |                |      |       | 58 - 5 = 53[n2]       | 305    | 17º        |

↑  Na prova de estrada apenas a melhor pontuação foi considerada.

↑  5 pontos foram deduzidos porque os três ciclistas concluíram a prova de estrada.

## Esgrima
| Evento                      | Atleta          | Qualificação | Qualificação | Oitavas-de-final           | Quartas-de-final          | Semifinais         | Final              | Pos. final |
| Evento                      | Atleta          | Oponente Resultado | Pos.         | Oponente Resultado         | Oponente Resultado        | Oponente Resultado | Oponente Resultado | Pos. final |
| --------------------------- | --------------- | --- | ------------ | -------------------------- | ------------------------- | ------------------ | ------------------ | ---------- |
| Espada individual masculino | Kirill Zhakupov | UKR Roman Svichkar V 5-2 ITA Marco Fichera D 4-5 POL Tomasz Kruk D 3-5 BRA Guilherme Melaragno V 5-4 EGY Saleh Saleh V 5-1 | 6º           | UKR Roman Svichkar V 15-14 | KOR Na Byeong-Hun D 13-14 | Não avançou        | Não avançou        | 5º         |

| Evento         | Atleta                                                     | Oitavas-de-final   | Quartas-de-final        | Classificação 5-8       | Disputa pelo 7º lugar     | Pos. final |
| Evento         | Atleta                                                     | Oponente Resultado | Oponente Resultado      | Oponente Resultado      | Oponente Resultado        | Pos. final |
| -------------- | ---------------------------------------------------------- | ------------------ | ----------------------- | ----------------------- | ------------------------- | ---------- |
| Equipes mistas | Kirill Zhakupov (como integrante da equipe Ásia-Oceania 2) | Sem oponente       | Equipe Europa 2 D 21-30 | Equipe Europa 4 D 20-30 | Equipe Américas 2 D 27-28 | 8º         |

## Ginástica

### Ginástica artística
| Atleta          | Evento                       | Qualificação | Qualificação | Final por aparelhos | Final por aparelhos | Final individual geral | Final individual geral | Final individual geral | Final individual geral | Final individual geral | Final individual geral | Final individual geral | Final individual geral | Final individual geral | Final individual geral |
| Atleta          | Evento                       | Result.      | Pos.         | Result.             | Pos.                | Barras assimétricas    | Trave                  | Solo                   | Salto                  | Cavalo com alças       | Argolas                | Barras paralelas       | Barra fixa             | Total                  | Pos.                   |
| --------------- | ---------------------------- | ------------ | ------------ | ------------------- | ------------------- | ---------------------- | ---------------------- | ---------------------- | ---------------------- | ---------------------- | ---------------------- | ---------------------- | ---------------------- | ---------------------- | ---------------------- |
| Moldir Azimbay  | Salto feminino               | 12.550       | 32º          | Não avançou         | Não avançou         |                        |                        |                        |                        |                        |                        |                        |                        |                        |                        |
| Moldir Azimbay  | Barras assimétricas feminino | 12.600       | 14º          | Não avançou         | Não avançou         |                        |                        |                        |                        |                        |                        |                        |                        |                        |                        |
| Moldir Azimbay  | Trave feminino               | 12.300       | 27º          | Não avançou         | Não avançou         |                        |                        |                        |                        |                        |                        |                        |                        |                        |                        |
| Moldir Azimbay  | Solo feminino                | 11.950       | 26º          | Não avançou         | Não avançou         |                        |                        |                        |                        |                        |                        |                        |                        |                        |                        |
| Moldir Azimbay  | Individual geral feminino    | 49.400       | 24º          |                     |                     | Não avançou            | Não avançou            | Não avançou            | Não avançou            |                        |                        |                        |                        | Não avançou            | Não avançou            |
| Viktor Kocherin | Solo masculino               | 12.600       | 34º          | Não avançou         | Não avançou         |                        |                        |                        |                        |                        |                        |                        |                        |                        |                        |
| Viktor Kocherin | Cavalo com alças masculino   | 13.100       | 19º          | Não avançou         | Não avançou         |                        |                        |                        |                        |                        |                        |                        |                        |                        |                        |
| Viktor Kocherin | Argolas masculino            | 12.400       | 32º          | Não avançou         | Não avançou         |                        |                        |                        |                        |                        |                        |                        |                        |                        |                        |
| Viktor Kocherin | Salto masculino              | 15.550       | 11º          | Não avançou         | Não avançou         |                        |                        |                        |                        |                        |                        |                        |                        |                        |                        |
| Viktor Kocherin | Barras paralelas masculino   | 12.050       | 34º          | Não avançou         | Não avançou         |                        |                        |                        |                        |                        |                        |                        |                        |                        |                        |
| Viktor Kocherin | Barra fixa masculino         | 12.400       | 32º          | Não avançou         | Não avançou         |                        |                        |                        |                        |                        |                        |                        |                        |                        |                        |
| Viktor Kocherin | Individual geral masculino   | 78.100       | 32º          |                     |                     |                        |                        | Não avançou            | Não avançou            | Não avançou            | Não avançou            | Não avançou            | Não avançou            | Não avançou            | Não avançou            |

### Ginástica rítmica
| Evento           | Atleta        | Qualificação | Qualificação | Qualificação | Qualificação | Qualificação | Qualificação | Final       | Final       | Final       | Final       | Final       | Final       |
| Evento           | Atleta        | Corda        | Arco         | Maças        | Fita         | Total        | Pos.         | Corda       | Arco        | Maças       | Fita        | Total       | Pos. final  |
| ---------------- | ------------- | ------------ | ------------ | ------------ | ------------ | ------------ | ------------ | ----------- | ----------- | ----------- | ----------- | ----------- | ----------- |
| Individual geral | Yuliya Kizima | 21.050       | 21.200       | 20.100       | 20.775       | 83.125       | 13º          | Não avançou | Não avançou | Não avançou | Não avançou | Não avançou | Não avançou |

## Halterofilismo
| Evento              | Atleta             | Peso corporal (kg) | Arranque (kg) | Arranque (kg) | Arranque (kg) | Arranque (kg) | Arremesso (kg) | Arremesso (kg) | Arremesso (kg) | Arremesso (kg) | Total (kg) | Pos. final        |
| Evento              | Atleta             | Peso corporal (kg) | 1             | 2             | 3             | Res.          | 1              | 2              | 3              | Res.           | Total (kg) | Pos. final        |
| ------------------- | ------------------ | ------------------ | ------------- | ------------- | ------------- | ------------- | -------------- | -------------- | -------------- | -------------- | ---------- | ----------------- |
| Até 77 kg masculino | Rustem Sybay       | 76,78              | 125           | 125           | 130           | 130           | 155            | 162            | 162            | 155            | 285        | Medalha de bronze |
| Até 63 kg feminino  | Jazira Japparkul   | 62,51              | 87            | 87            | 90            | 90            | 107            | 115            | —              | 115            | 205        | Medalha de ouro   |
| Até 58 kg feminino  | Zulfiya Chinshanlo | 55,54              | 90            | 95            | 97            | 95            | 120            | 125            | 130            | 130            | 225        | Medalha de prata  |

## Handebol
Feminino:
| Elenco | Preliminares                                | Preliminares | Semifinais         | Disputa pelo bronze | Pos. final |
| Elenco | Grupo B                                     | Pos.         | Semifinais         | Disputa pelo bronze | Pos. final |
| --- | ------------------------------------------- | ------------ | ------------------ | ------------------- | ---------- |
| Irina Danilova, Mariya Zaitseva, Marina Bazhina, Akmaral Bekhairova, Lyubov Tokareva, Marta Gavrilova, Olga Dergunova, Alina Sundeyeva, Aida Zhanarbekova, Valentina Degtyareva, Yevgeniya Latkina, Tatyana Kurassova, Dinara Ulumbetova, Mariya Prosvetova | AUS Austrália V 45-16 DEN Dinamarca D 15-40 | 2º           | RUS Rússia D 19-41 | BRA Brasil D 23-45  | 4º         |

## Hipismo
| Evento            | Atleta                                         | Cavalo             | Preliminares | Preliminares | Preliminares | Preliminares | Preliminares | Preliminares | Final       | Final       | Pos. final |
| Evento            | Atleta                                         | Cavalo             | Rodada A     | Rodada A     | Rodada B     | Rodada B     | Rodada B     | Total A+B    | Penal.      | Tempo       | Pos. final |
| Evento            | Atleta                                         | Cavalo             | Penal. salto | Pos.         | Penal. salto | Penal. tempo | Total B      | Total A+B    | Penal.      | Tempo       | Pos. final |
| ----------------- | ---------------------------------------------- | ------------------ | ------------ | ------------ | ------------ | ------------ | ------------ | ------------ | ----------- | ----------- | ---------- |
| Saltos individual | Timur Patarov                                  | Chatham Park Rosie | 0            | 1º           | 8            | 0            | 8            | 8            | Não avançou | Não avançou | 9º         |
| Saltos por equipe | Timur Patarov (como integrante da equipe Ásia) | Chatham Park Rosie | 12           | 4º           | 0            | 0            | 0            | 12           | Não avançou | Não avançou | 4º         |

## Judô
| Evento              | Atleta          | 1ª rodada                  | 2ª rodada                   | 3ª rodada                    | Semifinais repescagem      | Final repescagem B | Disputa pelo bronze B | Pos. final |
| ------------------- | --------------- | -------------------------- | --------------------------- | ---------------------------- | -------------------------- | ------------------ | --------------------- | ---------- |
| Até 66 kg masculino | Kairat Agibayev | GEO Beka Tugushi V 100-000 | SEN Babacar Cissé V 100-000 | PRK Hyon Song-Chol D 000-100 | GEO Beka Tugushi D 000-010 | Não avançou        | Não avançou           | --         |

| Evento         | Atleta                                            | 1ª rodada                | 2ª rodada              | Semifinais             | Final                     | Pos. final      |
| -------------- | ------------------------------------------------- | ------------------------ | ---------------------- | ---------------------- | ------------------------- | --------------- |
| Equipes mistas | Kairat Agibayev (como integrante da equipe Essen) | ZZX Equipe Munique V 4-3 | ZZX Equipe Chiba V 5-2 | ZZX Equipe Cairo V 5-2 | ZZX Equipe Belgrado V 6-1 | Medalha de ouro |

## Lutas
| Evento                           | Atleta              | Preliminares              | Preliminares                      | Preliminares              | Preliminares | Final                       | Pos. final        |
| Evento                           | Atleta              | 1ª rodada                 | 2ª rodada                         | 3ª rodada                 | Pos.         | Oponente Resultado          | Pos. final        |
| Evento                           | Atleta              | Oponente Resultado        | Oponente Resultado                | Oponente Resultado        | Pos.         | Oponente Resultado          | Pos. final        |
| -------------------------------- | ------------------- | ------------------------- | --------------------------------- | ------------------------- | ------------ | --------------------------- | ----------------- |
| Greco-romana até 42 kg masculino | Akan Baimaganbetov  | IRI Mehrdad Khamseh V 3-1 | CUB Yosvanys Peña Flores D 1-3    | EGY Mahmoud Hussein V 3-0 | 2º           | UKR Oleksiy Zhabskyy V 3-1* | Medalha de bronze |
| Livre até 70 kg feminino         | Rimma Rushnekova    | KOR Moon Jin-Ju D 0-4     | POL Suzan Saeed Ali V 4-0         | EGY Thoraya Mohamed V 4-0 | 4º           | UKR Karyna Stankova D 1-3*  | 4º                |
| Greco-romana até 69 kg masculino | Zhanibek Kandybayev | COL Carlos Valor V 3-1    | BLR Aliaksandr Nedashkouski V 3-1 | NCA José Gonzalez V 4-0   | 1º           | TUR Musa Gedik V 3-1        | Medalha de ouro   |

* Disputa pelo bronze

## Natação
| Evento                 | Atleta             | Qualificação | Qualificação | Semifinais  | Semifinais   | Final       | Final       |
| Evento                 | Atleta             | Resultado    | Posição      | Resultado   | Posição      | Resultado   | Posição     |
| ---------------------- | ------------------ | ------------ | ------------ | ----------- | ------------ | ----------- | ----------- |
| 50 m costas masculino  | Ruslan Baimanov    |              |              | 27.94       | 12º (7º sf2) | Não avançou | Não avançou |
| 100 m costas masculino | Ruslan Baimanov    | 1:00.07      | 26º (2º q1)  | Não avançou | Não avançou  | Não avançou | Não avançou |
| 50 m costas feminino   | Yekaterina Rudenko | 30.75        | 10º (3º q3)  | 30.09       | 6º (4º sf1)  | 29.65       | 5º          |
| 100 m costas feminino  | Yekaterina Rudenko | 1:08.32      | 31º (8º q3)  | Não avançou | Não avançou  | Não avançou | Não avançou |
| 50 m peito feminino    | Yuliya Litvina     | 33.49        | 13º (5º q4)  | 33.64       | 14º (7º sf2) | Não avançou | Não avançou |
| 100 m peito feminino   | Yuliya Litvina     | 1:13.55      | 18º (5º q3)  | Não avançou | Não avançou  | Não avançou | Não avançou |

## Pentatlo moderno
| Evento               | Atleta                                   | Esgrima (Espada 1 toque) | Esgrima (Espada 1 toque) | Esgrima (Espada 1 toque) | Natação (200 m livre) | Natação (200 m livre) | Natação (200 m livre) | Corrida e tiro (3000 m, pistola a laser) | Corrida e tiro (3000 m, pistola a laser) | Corrida e tiro (3000 m, pistola a laser) | Pontuação total | Pos. final |
| Evento               | Atleta                                   | Result.                  | Pos.                     | Pontos                   | Tempo                 | Pos.                  | Pontos                | Tempo                                    | Pos.                                     | Pontos                                   | Pontuação total | Pos. final |
| -------------------- | ---------------------------------------- | ------------------------ | ------------------------ | ------------------------ | --------------------- | --------------------- | --------------------- | ---------------------------------------- | ---------------------------------------- | ---------------------------------------- | --------------- | ---------- |
| Individual feminino  | Dilyara Ilyassova                        | 13                       | 9º                       | 880                      | 2:49.10               | 24º                   | 772                   | 13:34.88                                 | 16º                                      | 1744                                     | 3396            | 19º        |
| Individual masculino | German Sobolev                           | 9                        | 18º                      | 720                      | 2:18.09               | 22º                   | 1144                  | 12:10.35                                 | 18º                                      | 2080                                     | 3944            | 20º        |
| Equipes mistas       | Dilyara Ilyassova e ESP Aleix Heredia    | 56                       | 2º                       | 920                      | 2:20.06               | 24º                   | 1120                  | 16:57.64                                 | 20º                                      | 2012                                     | 4052            | 21º        |
| Equipes mistas       | German Sobolev e BLR Marharyta Maseikava | 44                       | 15º                      | 800                      | 2:07.98               | 18º                   | 1268                  | 16:49.94                                 | 18º                                      | 2044                                     | 4112            | 19º        |

## Taekwondo
| Evento              | Atleta            | 1ª rodada                 | Quartas-de-final           | Semifinais                  | Final                  | Pos. final       |
| ------------------- | ----------------- | ------------------------- | -------------------------- | --------------------------- | ---------------------- | ---------------- |
| Até 55 kg masculino | Nursultan Mamayev | NEP Ranjan Shrestha V 8-3 | CUB José Angel Cobas V 2-0 | VIE Quốc Cường Nguyễn V 6-5 | IRI Kaveh Rezaei D 2-4 | Medalha de prata |

## Tiro
| Evento                        | Atleta            | Qualificação | Qualificação | Qualificação | Qualificação | Qualificação | Qualificação | Qualificação | Qualificação | Final       | Final       | Final       | Final       | Final       | Final       | Final       | Final       | Final       | Final       | Final       | Final       | Final       |
| Evento                        | Atleta            | 1            | 2            | 3            | 4            | 5            | 6            | Total        | Pos.         | 1           | 2           | 3           | 4           | 5           | 6           | 7           | 8           | 9           | 10          | Total final | Total       | Pos. final  |
| ----------------------------- | ----------------- | ------------ | ------------ | ------------ | ------------ | ------------ | ------------ | ------------ | ------------ | ----------- | ----------- | ----------- | ----------- | ----------- | ----------- | ----------- | ----------- | ----------- | ----------- | ----------- | ----------- | ----------- |
| Carabina de ar 10 m masculino | Irshat Avkhadiyev | 99           | 94           | 96           | 97           | 97           | 99           | 582          | 15º          | Não avançou | Não avançou | Não avançou | Não avançou | Não avançou | Não avançou | Não avançou | Não avançou | Não avançou | Não avançou | Não avançou | Não avançou | Não avançou |

## Tiro com arco
| Evento              | Atleta                                 | Qualificatória | Qualificatória | 1ª rodada                                      | Oitavas-de-final   | Quartas-de-final   | Semi-finais        | Final              | Pos. final |
| Evento              | Atleta                                 | Resultado      | Pos.           | Oponente Resultado                             | Oponente Resultado | Oponente Resultado | Oponente Resultado | Oponente Resultado | Pos. final |
| ------------------- | -------------------------------------- | -------------- | -------------- | ---------------------------------------------- | ------------------ | ------------------ | ------------------ | ------------------ | ---------- |
| Individual feminino | Farida Tukebayeva                      | 635            | 6º             | USA Miranda Leek D 4-6                         | Não avançou        | Não avançou        | Não avançou        | Não avançou        | --         |
| Equipes mistas      | Farida Tukubayeva e BUL Teodor Todorov |                |                | GRE Zoi Paraskevopoulou/ SLO Gregor Rajh D 2-6 | Não avançou        | Não avançou        | Não avançou        | Não avançou        | --         |

## Triatlo
| Evento               | Triatleta                                             | Natação | Transição 1 | Ciclismo | Transição 2 | Corrida | Tempo total | Pos. |
| -------------------- | ----------------------------------------------------- | ------- | ----------- | -------- | ----------- | ------- | ----------- | ---- |
| Individual feminino  | Karolina Solovyova                                    | 10:33   | 0:39        | 33:20    | 0:32        | 21:55   | 1:06:59.78  | 21º  |
| Individual masculino | Kirill Uvarov                                         | 9:21    | 0:33        | 30:27    | 0:26        | 18:45   | 59:32.92    | 27º  |
| Revezamento misto    | Karolina Solovyova (como integrante da equipe Ásia 2) |         |             |          |             |         | 1:27:40.62  | 13º  |
| Revezamento misto    | Kirill Uvarov (como integrante da equipe Ásia 3)      |         |             |          |             |         | 1:34:28.69  | 15º  |